# László Német

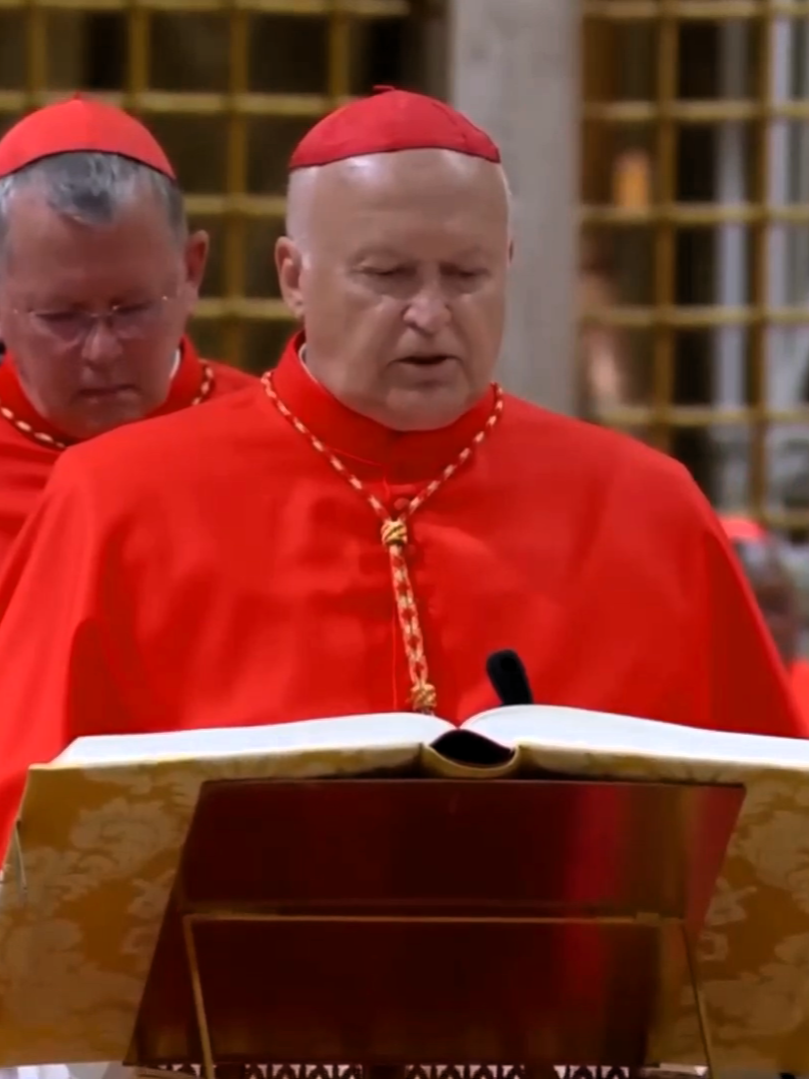
László Kardinal Német beim Konklave in der Sixtina (2025)

Wappen von László Nemet als Kardinal

László Kardinal Német SVD (* 7. September 1956 in Odžaci, Vojvodina, Jugoslawien) ist ein serbischer Ordensgeistlicher und römisch-katholischer Erzbischof von Belgrad.

## Leben
László Német entstammt der ungarischen Volksgruppe in der nordserbischen Region Vojvodina. Am 7. September 1977 trat er der Ordensgemeinschaft der Steyler Missionare bei und legte am 8. September 1982 in Pieniężno die ewige Profess ab. Er studierte Philosophie und Katholische Theologie an der ordenseigenen Hochschule in Pieniężno und erlangte am 7. April 1983 an der Katholischen Universität Lublin einen Magister Theologiae. Er wurde am 19. September 1982 in Pieniężno durch den Weihbischof in Kulm, Edmund Piszcz, zum Diakon geweiht und empfing am 1. Mai 1983 in der Kirche St. Michael in Odžaci durch den Bischof von Subotica, Matija Zvekanović, das Sakrament der Priesterweihe.
Nach der Priesterweihe absolvierte Német von 1985 bis 1987 weiterführende Studien in Rom, bevor er Hochschulseelsorger auf den Philippinen wurde. 1990 setzte er seine Studien an der Päpstlichen Universität Gregoriana fort und wurde 1994 zum Doktor der Theologie im Fach Dogmatik promoviert. Anschließend lehrte er Dogmatik an der Philosophisch-Theologischen Hochschule der Steyler Missionare in Mödling (1994–2000) und wirkte als lokaler Mitarbeiter an der Ständigen Vertretung des Heiligen Stuhls bei den internationalen Organisationen in Wien (2000–2004). Von 2004 bis 2007 fungierte Német als Provinzial der ungarischen Ordensprovinz der Steyler Missionare. Ab dem 15. Juni 2006 war er zudem Generalsekretär der Ungarischen Katholischen Bischofskonferenz.
Papst Benedikt XVI. ernannte ihn am 23. April 2008 zum Bischof von Zrenjanin. Die Bischofsweihe spendete ihm der Erzbischof von Esztergom-Budapest, Péter Kardinal Erdő, am 5. Juli desselben Jahres in der Kathedrale von Zrenjanin; Mitkonsekratoren waren Erzbischof Juliusz Janusz, Apostolischer Nuntius in Ungarn, und László Huzsvár, emeritierter Bischof von Zrenjanin. Sein Wahlspruch Benedicite, omnia opera Domini, Domino („Preist den Herrn, all ihr Werke des Herrn“) stammt aus Dan 3,57 . Von April 2011 bis zum 16. März 2016 fungierte Német zusätzlich als Generalsekretär der Internationalen Bischofskonferenz der Heiligen Kyrill und Method, deren Präsident er seither ist. Ferner ist er seit dem 25. September 2021 erster Vizepräsident des Rates der europäischen Bischofskonferenzen (CCEE).
Am 5. November 2022 bestellte ihn Papst Franziskus zum Erzbischof von Belgrad. Die Amtseinführung fand am 10. Dezember 2022 statt.
Papst Franziskus nahm ihn am 7. Dezember 2024 als Kardinalpriester in das Kardinalskollegium auf. Als Titelkirche wies ihm der Papst die Kirche Santa Maria Stella Maris zu. Die Besitzergreifung fand am 24. Mai 2025 statt. Am 11. Januar 2025 berief ihn der Papst zum Mitglied des Dikasteriums zur Förderung der Einheit der Christen. Nach dem Tod von Papst Franziskus nahm Német am Konklave 2025 teil.